# João Carvalho
João Carvalho (ur. 4 listopada 1950) – angolski lekkoatleta specjalizujący się w biegach długogystansowych.
Olimpijczyk z Seulu (1988). Podczas igrzysk startował w biegu maratońskim, kończąc rywalizację na 74. miejscu. Uczestnik mistrzostw świata w biegach przełajowych.

## Rezultaty
| Rok  | Impreza                                   | Miejsce | Konkurencja              | Pozycja      | Wynik   |
| ---- | ----------------------------------------- | ------- | ------------------------ | ------------ | ------- |
| 1981 | Mistrzostwa świata w biegach przełajowych | Madryt  | bieg seniorów (12 km)    | 212. miejsce | 41:25   |
| 1985 | Mistrzostwa świata w biegach przełajowych | Lizbona | bieg seniorów (12,19 km) | 250. miejsce |         |
| 1988 | Igrzyska olimpijskie                      | Seul    | maraton                  | 74. miejsce  | 2:40:45 |

## Rekordy życiowe
- maraton – 2:40:45 (2 października 1988, Seul)